# Hexplore
Hexplore – gra komputerowa przygodowo-zręcznościowa. Wydana w 1998 przez firmę Infogrames. Celem gry jest przeprowadzenie czwórki wojowników przez planszę usianą stworami różnego rodzaju i wrogimi wojownikami. Walka ze stworami jest elementem zręcznościowym. Elementami przygodowymi jest konieczność przebrnięcia przez wiele krypt, otworzenia wielu drzwi, wymiana lub wykorzystywanie zdobytych artefaktów czy rozmowy z neutralnymi jednostkami, a także bogata fabuła i rozbudowany obszar, po którym gracz może się poruszać. Gra składa się z 10 misji i jednej dodatkowej.

## Fabuła
Gra toczy się w świecie podobnym do średniowiecza około 1000 r. Główny bohater to Szkot McBride, który uczestniczył w krucjacie przeciwko czarnoksiężnikowi o imieniu Garkham. Garkham za wszelką cenę chce zdobyć mityczną księgę Hexplore. Księga wskazuje między innymi drogę do biblijnego raju. W nocy współtowarzysze McBride'a zostają jednak wymordowani przez stwory Garkhama. McBride'owi jako jedynemu udaje się przeżyć. Musi teraz w pojedynkę wykonać cel krucjaty werbując ewentualnie napotkanych ochotników.

## Charakterystyka gry
Gracz ma do dyspozycji czterech wojowników (choć w pierwszej misji zaczyna tylko z McBridem), z których każdy posiada inne umiejętności. Do zwerbowania są: jeden z czterech łuczników, jeden z czterech czarowników i jeden z czterech wojowników. Każdy może posiadać osiem różnych rodzajów broni i osiem innych przedmiotów (np. broń innego wojownika, eliksiry, przedmioty konieczne do ukończenia misji jak artefakty, klucze). McBride używa wyspecjalizowanych broni takich jak proch strzelniczy, metalowe świdry, zna się też na urządzeniach mechanicznych, które trzeba uruchamiać, by ukończyć misję, Łucznik używa głównie broni rażących na odległość (np. bumerangu i łuku), jest też na tyle szczupły, że może się przedzierać przez drobne szczeliny w ścianach. Wojownik zadaje największe obrażenia w walce wręcz, jego siłę wykorzystuje się do wciskania kamiennych „guzików” w ścianach. Czarownik przede wszystkim rzuca zaklęcia (np. chwilowa niewidzialność albo niezniszczalność), jest słaby w walce wręcz, ale potrafi skutecznie porazić na odległość, jego specjalną zdolnością jest umiejętność rozwiązywania zagadek na podświetlonych tablicach. Gracz musi pokonać mnóstwo potworów i wojowników. Gdy wojownik gracza zginie, można jego duchem wejść na jedną z magicznych płyt i go wskrzesić jednak wszystkie bronie i przedmioty, które miał przed śmiercią – pozostają przy miejscu zgonu. Do leczenia ran można wykorzystać eliksiry, magiczne fontanny, które występują w nieparzystych misjach lub serca wielbłądów występujące w misji piątej i siódmej. Każdy wojownik musi w kolejnych misjach podnosić poziom doświadczenia o jeden stopień. Do tego celu zbiera się gwiazdki pozostałe po zabitych stworach. Doświadczenie podnosi jakość wojownika oraz jest konieczne, by ukończyć misje. Przykładowo bez wyższego poziomu doświadczenia czarownik nie da rady rozwiązać zagadek z niektórych tablic w końcówkach misji.

## Misje
Gra składa się z 10 długich misji. Na końcu często występuje boss lub (kilka bossów), którego trzeba pokonać. Ich obecność jest zaznaczona zmianą muzyki ze zwykłej na budzącą grozę. Pomiędzy misjami są krótkie filmiki informujące o tym, gdzie przeniesiemy się w następnej misji.
- Misja I- gracz chodzi po dosyć ponurych terenach nad rzeką otoczoną puszczami i krzakami. Charakterystycznymi miejscami są wioska z wojownikami i pobojowisko po obozie współtowarzyszy McBride'a. W tej misji werbuje się wojowników. Bossami są ogromni wojownicy w niebieskich pelerynach rażący prądem.
- Misja II- wojownicy przechodzą tu przez górskie dzikie wąwozy. Jest wiele grot w ścianach skalnych, w tym jedna kryjówka ludzi. Bossami są ogromni wojownicy w czerwonych pelerynach rażący ogniem.
- Misja III- rozgrywka toczy się wokół zamku Garkhama. Tereny są ośnieżone, a w niektórych miejscach zabagnione. Gracz musi zmagać się m.in. z wilkami wyskakującymi z lasów oraz z zombie na cmentarzu. Zadaniem gracza jest wdarcie się do zamku Garkhama. Bossem jest rycerz z kopią.
- Misja IV- cała rozgrywka toczy się wewnątrz zamku Garkhama. Gracz musi spenetrować dwa (wielkie powierzchniowo) piętra, lochy i dach, by przedostać się do specjalnych komnat.
- Misja V- rozgrywka przenosi się na Bliski Wschód, ponieważ Garkham zdołał uciec poprzez lochy podziemną rzeką. Gracz „zwiedza” piękne kupieckie miasto na skraju pustyni. W misji natężenie wrogich jednostek jest mniejsze niż w poprzednich misjach, jednak gracz musi pokonać kilku potężnych wrogów np. w podziemnej świątyni czy na balkonie jednego domu.
- Misja VI- gracz walczy na bezkresnej pustyni, gdzie musi zmagać się z małymi oddziałami arabskich wojowników. Krajobrazy są niezwykle ponure (wydmy, ruchome piaski, surowe skały). Wojownicy gracza odwiedzają kompleksy świątyń z czerwonej cegły, ulokowanych w górach na pustyni. Bossem jest olbrzym o niezwykle wielkiej sile.
- Misja VII- rozgrywka nadal toczy się na pustyni, ale zamiast wojowników arabskich w większości gracz zmaga się ze stworami Garkhama. Pustynia ma też łagodniejszą formę. Misja należy do najtrudniejszych. Należy stoczyć wiele walk w ciasnych komorach świątyń z wymagającymi przeciwnikami. Zadaniem gracza jest dotarcie do kompleksu „Pal-Dul-Dan”, gdzie ukrywa się Garkham.
- Misja VIII- cała rozgrywka toczy się wewnątrz kompleksu „Pal-Dul-Dan”. Gracz musi dotrzeć do Garkhama. Na końcu będzie przeprowadzona rozmowa McBride'a z Garkhamem, po której nie będzie pojedynku. Okaże się, że Garkham jest potężniejszy niż drużyna McBride'a. Wojownicy gracza zostają pojmani.
- Misja IX- najbardziej ponura ze wszystkich. Gracz musi wydostać wojowników z podziemnego więzienia na odludziu. Zaczyna w małej celi, w której można zniszczyć dwie ściany i dostać się na korytarze strzeżone przez stwory Garkhama. Gdy wojownicy wydostaną się z budynku okaże się, że więzienie znajduje się w surowych, ośnieżonych górach. Gracz jest atakowany przez niezwykle groźne bestie. Musi dostać się do groty, ominąć tamtejsze pułapki i dotrzeć do sterowca nad przepaścią.
- Misja X- gra toczy się w dziwnej, wulkanicznej krainie, gdzie rozbił się sterowiec z wojownikami gracza. Bossem jest olbrzymia kałamarnica.
- Misja XI- gra toczy się w niewielkiej świątyni. Misja jest bardzo krótka. Gracz musi stoczyć dwa niezwykle trudne pojedynki: z Garkhamem i jego osobistą ochroną oraz z trzema olbrzymimi bogami. Po wygraniu McBride zdobywa księgę Hexplore.

## Grafika
Grafika prezentuje się nierówno: występuje tzw. pikseloza, więc jakość grafiki jest niska. Jednak zaletą gry jest świetne intro, liczne przerywniki filmowe i dobrze wykonane portrety bohaterów. Gracz może obserwować planszę z rzutu izometrycznego, obracać ją o 360 stopni i stosować zoom.

## Ścieżka dźwiękowa
Ścieżka dźwiękowa jest bardzo bogata. Dla każdej misji jest inny utwór muzyczny z gotyckimi dźwiękami, pasujący do natury danej misji. Występują także liczne odgłosy natury.